# The Outcast (film, 1912)
Pour le film de John B. O'Brien, voir The Outcast.
Pour plus de détails, voir Fiche technique et Distribution.
The Outcast est un film muet américain réalisé par Thomas H. Ince et sorti en 1912.

## Fiche technique
- Réalisation : Thomas H. Ince
- Scénario : Thomas H. Ince
- Durée : 20 minutes
- Date de sortie : États-Unis : 8 juin 1912

## Distribution
- Francis Ford : Evans
- Ann Little : Taluta
- J. Barney Sherry : Lone Bear
- William Eagle Shirt : le chef sioux
- Art Acord : un indien